# Джим Сторм (веслувальник)
Джим Сторм (англ. Jim Storm, 2 лютого 1941) — американський академічний веслувальник.
Срібний призер Олімпійських Ігор 1964 року в складі парної двійки.
Срібний призер Чемпіонату світу 1966 року в складі парної двійки.